# آستوریاس، سبو
آستوریاس، سبو (به لاتین: Asturias, Cebu) یک منطقهٔ مسکونی در فیلیپین است که در سیبو واقع شده‌است.